# Elecciones legislativas de Chipre de 2021
Las elecciones legislativas se celebraron en la República de Chipre el 30 de mayo de 2021, para elegir a 56 de los 80 escaños de la Cámara de Representantes por un período de 5 años.

## Sistema electoral
Los 80 miembros de la Cámara de Representantes se eligen de seis distritos electorales de varios miembros, con el número de escaños asignados según la población de cada área. De los 80 escaños, 56 son elegidos por grecochipriotas y 24 por turcochipriotas. Sin embargo, desde 1964, los escaños turcochipriotas están vacíos y la Cámara de Representantes ha tenido de facto 56 escaños desde su ampliación en la década de 1980.
Las elecciones se llevan a cabo utilizando representación proporcional por lista abierta, los ciudadanos votan por un partido y luego pueden emitir un voto preferencial por un candidato en la lista de su partido por cada cuatro escaños disponibles en su circunscripción (los líderes de partido u otros candidatos que encabezan coaliciones no están obligados a recibir votos preferenciales para ser elegidos).  Los escaños se asignan utilizando la Cuota Hare y los escaños restantes se asignan a las listas que ganaron al menos un escaño o partidos que recibieron al menos el 3,6% de los votos.